# Bíboros

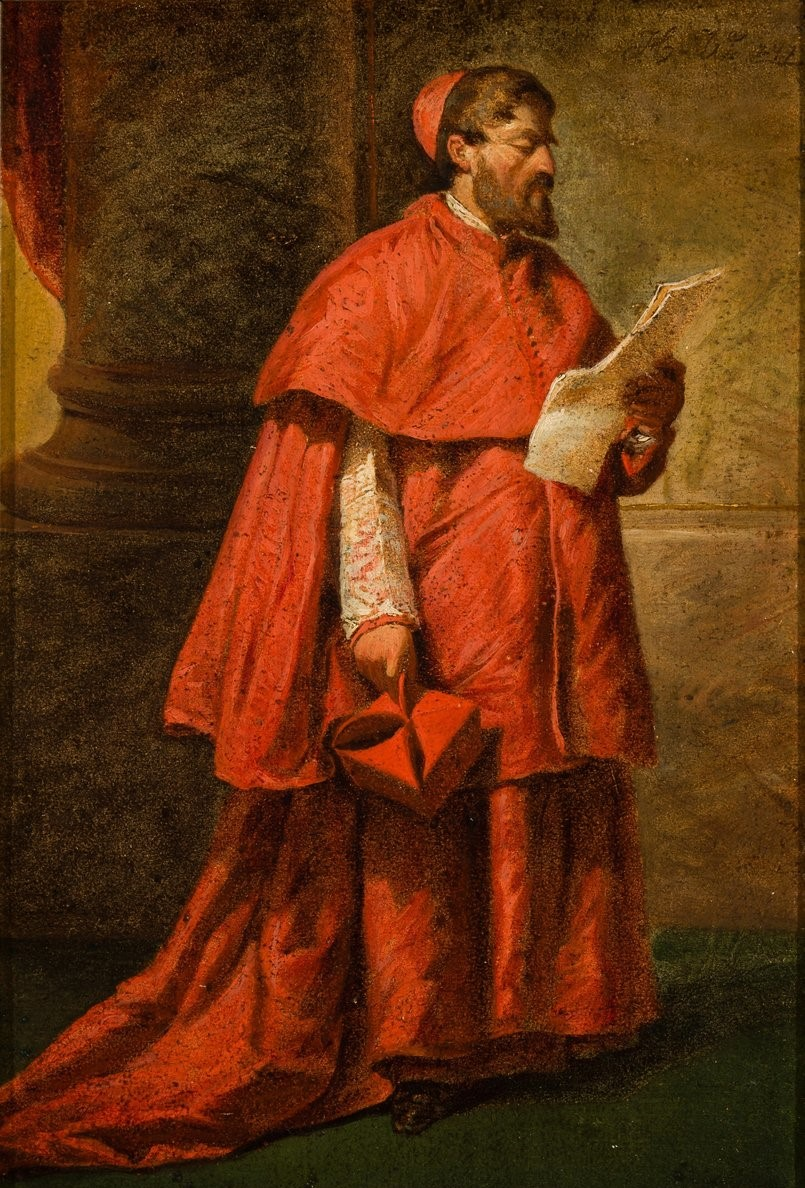
Weber Henrik: Bíboros (1847)

A bíboros vagy kardinális (latinul: Sanctae Romanae Ecclesiae cardinalis) az a méltóság a katolikus egyházban, aki pápaválasztó joggal rendelkezik, a pápát segíti és tanáccsal látja el, valamint tagja a Bíborosi Kollégiumnak.
A magyar kifejezés öltözetükre utal, ugyanis a bíborosok öltözetében a püspököknél megszokott lila helyett régen bíbor színű ruhát viseltek. Régebbi magyar szóval bíbornoknak nevezték őket. Mivel a bíbor színt a bíborcsigákból vonták ki, amelyek a kihalás szélére kerültek, 1464-ben II. Pál pápa elrendelte, hogy a kardinálisok őket minden más paptól megkülönböztető, karmazsinszínű mellényt viseljenek. A későbbi magyarázat szerint ez arra utal, hogy nekik akár vérük ontásával is védeniük kell Krisztus egyházát. Idővel apránként a festékanyag és maga a megkülönböztető öltözék is módosult.
Más nyelvekben többnyire a latin cardinalis szóval illetik őket. Ez a kifejezés a latin cardo (zsanér) szóból származik, és arra utal, hogy az ajtó nélkülözhetetlen eleme, hiszen az nélküle nem tud kinyílni. A kardinális kifejezést ilyen értelemben a magyar nyelvben is használjuk: kardinális (sarkponti) kérdés. A bíborosok hivatalos latin címe: Sanctae Romanae Ecclesiae Cardinalis, aminek jelentése: A Római Szent Egyház Bíborosa.

## Eredete
A mai intézmény a Római egyházmegye papjainak jelentősebb csoportjából alakult ki. A város hét részében működő diakónusok, a főbb templomokat vezető papok, és a Róma környéki városok püspökei alakították meg a pápa tanácsadó testületét. Kizárólagos pápaválasztói joguk 1179-től van. Ekkor kezdték megadni ezt a címet Rómától távolabb élőknek is. 1586-ban 70 főben maximálták számukat; ez a korlátozás négy évszázadon át érvényben maradt. A hetvenből 6 úgynevezett püspök-bíboros volt a római és Róma környéki ősi püspökségek élén, 50 áldozópap-bíboros (valójában általában csak névleg áldozópapok, mert püspökké szentelték őket, mint például a magyar bíborosokat) és 14 úgynevezett bíboros-diakónus (szintén csak nevükben diakónusok, és liturgikus ruházatukban, hiszen dalmatikát viseltek és viselnek, de általában püspökké szentelték őket). A 20. század közepétől a bíborosok száma állandóan nő; 2007 január elején 185-en voltak.

## Bíborosokra vonatkozó szabályok

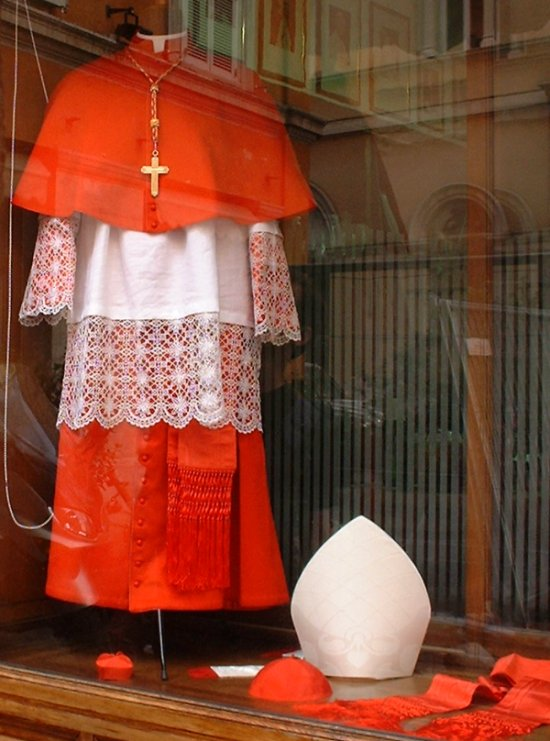
A bíborosok öltözete a híres Gamarelli szabóság kirakatában, Róma, via Santa Chiara

Minden bíborosnak, még ha nem Rómában él is, van egy római, vagy Róma közeli címtemploma. A címtemplom valójában csak a Rómához való kötődését fejezi ki, és (1965 óta) a templom mindennapi életében, az adminisztratív teendőkben, a templomhoz tartozó (plébánia-)területen nem illeti meg őt semmiféle tényleges kormányzati jog.
Bár vannak ajánlások a bíboros személyével kapcsolatban, mégis a pápa szabadon nevezi ki őket, ezektől az előírásoktól el is térhet. Korábbi történelmi korszakokkal szemben, bíboros ma csak papi személy lehet. Ha az illető még nem püspök, püspökké szentelik. Vannak úgynevezett bíborosi székek, melyeknek püspökei, érsekei bíborosi címet is kapnak (régi megnevezéssel legatus natus, vagyis az adott püspöki székbe való kinevezésük folytán a pápa "született" követei), bár az ő kinevezésük sem automatikus, e szokástól a pápa el is térhet. Magyarországon ilyen az esztergom-budapesti érseki szék.
A bíborosok a címükkel járó jogokat és kötelességeket a kinevezés kihirdetése pillanatától gyakorolhatják. Vannak azonban úgynevezett in pectore – titkos – bíborosok, akiknek a nevét a pápa jónak látja titokban tartani. Ameddig ezt a nevet nyilvánosságra nem hozzák, az illető nem viselheti címét. Ezt elsősorban akkor alkalmazzák, ha az illető olyan országban él, ahol veszélybe kerülne bíborosi kinevezése miatt (például a kommunista Kínában is van több ilyen katolikus főpap).
A bíborosok saját egyházmegyéjükön és Rómán kívül is ki vannak véve a megyés püspök kormányzói hatalma alól. A világon bárhol gyóntathatnak, azt még a területileg illetékes megyés püspök sem tilthatja meg nekik. A pápa ítélkezhet ügyeikben, a kihallgatások helyét ők választhatják meg. Saját címtemplomukba temetkezhetnek, annak homlokzatára címerüket elhelyezhetik. Jogosultak sajátos bíborosi öltözet viselésére, amely a következőkből áll: skarlátpiros reverenda, mocétum, öv, birétum.

### A bíborosi kollégium és annak három rendje
A bíborosok testülete a bíborosi kollégium, amelynek feladata a pápa munkájának segítése tanácsadással és a pápai szék megüresedése (sede vacante) esetén az egyház kormányzása az új pápa megválasztásáig.
A bíborosi kollégium három rendre oszlik: a püspöki, a presbiteri (vagy gyakran emlegetett nevén papi) és a diakónusi rendre.
Püspökbíboros pápai kinevezés alapján lesz egy bíboros. Presbiterbíborosok azok, akik (fő)egyházmegyék élén állnak. A diakónusbíborosok általában azok a bíborosok, akik valamelyik római dikasztérium (a Vatikánban működő testület, intézmény, hatóság) élén állanak. Ha egy egyházmegye élén álló bíborost kuriális bíborossá neveznek ki, megtartja presbiterbíborosi osztályát.[forrás?]

### A protodiakónus bíboros
A protodiakónus bíboros a fent felsorolt három rend közöl a diakónusi rendből kerül ki. Közülük is az viseli ezt a tisztséget, akit a pápa a legrégebben nevezett ki. A protodiakónus bíboros több fontos ceremoniális feladatot is ellát, ezek közül talán a legköztudottabb, hogy ő hirdeti ki a világnak az új pápa megválasztásának örömhírét, és az új pápa nevét. Ennek során az ő szájából hangzik el a széles körben ismert latin mondat: Annuntio vobis gaudium magnum: habemus papam!

## Magyar bíborosok

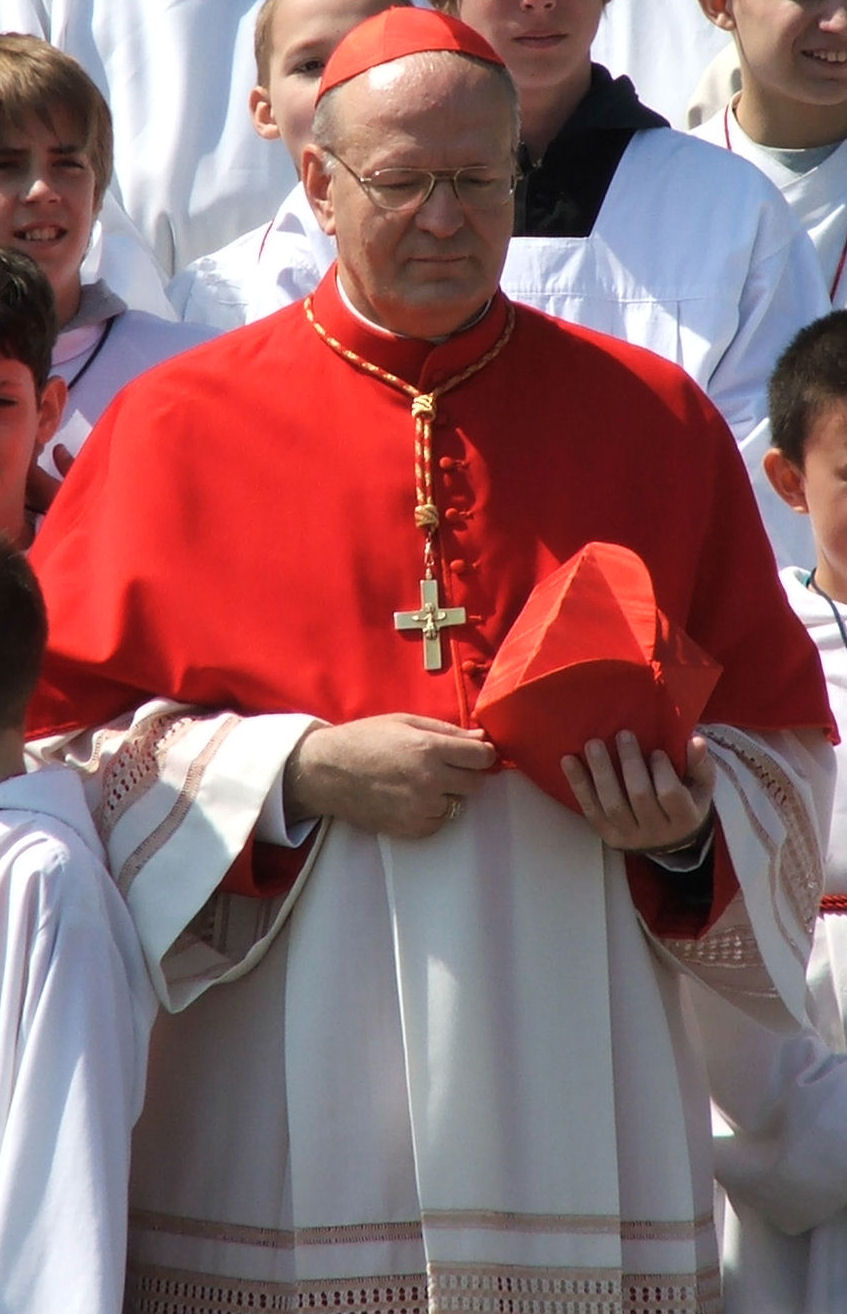
Erdő Péter bíboros

Bár hagyományosan a magyar egyházmegyék közül az esztergomi érsekség fejét, Magyarország prímását kreálták bíborossá, mégis az összes magyar bíborosnak csak mintegy a fele volt esztergomi érsek. Az is előfordult már, hogy Magyarországnak nem egy, hanem két, vagy három bíborosa volt. Az első magyar bíboros Báncsa István esztergomi érsek volt, aki 1252-ben nyerte el a bíbort.
Jelenleg egy magyar bíboros van: Erdő Péter esztergom-budapesti érsek. 2024. október 6-án Ferenc pápa bejelentette, hogy folyó év december 8-án Német László SVD belgrádi érseket bíborossá kreálja.

### Magyarpapabilebíborosok
- Bakóc Tamás esztergomi érsek (1513)
- Serédi Jusztinián esztergomi érsek (1939)
- Erdő Péter esztergom-budapesti érsek (2013, 2025)

### Konklávén szavazatot kapott magyar bíborosok
- Bakócz Tamás esztergomi érsek (1513)
- Gróf Csáky Imre kalocsai érsek (1721)
- Erdő Péter esztergomi érsek (2025)[7][8]

### Magyarországi és magyar származású bíborosok
- Báncsa István váci megyéspüspök, majd esztergomi érsek, végül palestrinai püspök. Kreálva: 1252 (IV. Ince pápa)
- Vaskúti Dömötör esztergomi érsek. Kreálva: 1378 (XI. Gergely pápa)
- Alsáni Bálint pécsi megyéspüspök. Kreálva: 1384 (VI. Orbán pápa)
- Boldog Dominis János raguzai érsek. Kreálva: 1408 (XII. Gergely pápa)
- De Castiglione Brenda piacenzai megyéspüspök, kinevezett kalocsa-bácsi érsek. Kreálva: 1411 (XXIII. János ellenpápa)
- Szécsi Dénes egri megyéspüspök, majd esztergomi érsek. Kreálva: 1439 (IV. Jenő pápa)
- Váradi István kalocsa-bácsi érsek. Kreálva: 1467 (II. Pál pápa)
- Vitéz János esztergomi érsek. Kreálva: csak kinevezve, időközben meghalt (IV. Sixtus pápa, 1472)
- Rangoni Gábor egri megyéspüspök. Kreálva: 1477 (IV. Sixtus pápa)
- Aragóniai János herceg tarantói apostoli kormányzó, esztergomi adminisztrátor. Kreálva: 1477 (IX. Sixtus pápa)
- Estei Ipoly herceg, esztergomi érsek. Kreálva: 1493 (VI. Sándor pápa)
- Isvalies Péter reggioi érsek, majd veszprémi megyéspüspök. Kreálva: 1500 (VI. Sándor pápa)
- Bakóc Tamás esztergomi érsek. Kreálva: 1500 (VI. Sándor pápa)
- Utyeszenics György (Fráter György) esztergomi érsek. Kreálva: csak kinevezve, még előtte meggyilkolták (III. Gyula pápa, 1551)
- Delfini Zakariás pápai nuncius, majd győri megyéspüspök. Kreálva: 1565 (IV. Pius pápa)
- Verancsics Antal esztergomi érsek. Kreálva: a kihirdetés előtt meghalt (XIII. Gergely pápa, 1573)
- Báthori András warmiai megyéspüspök, erdélyi fejedelem. Kreálva: 1584 (XIII. Gergely pápa)
- Draskovich György kalocsa-bácsi érsek. Kreálva: 1585 (V. Sixtus pápa)
- Gróf Forgách Ferenc esztergomi érsek. Kreálva: 1607 (V. Pál pápa)
- Pázmány Péter esztergomi érsek. Kreálva: 1629 (VIII. Orbán pápa)
- Gróf Kollonich Lipót győri megyéspüspök, majd kalocsa-bácsi, végül esztergomi érsek. Kreálva: 1686 (XI. Ince pápa)
- Sachsen-Zeitz-i Keresztély Ágost szász királyi herceg, győri megyéspüspök, majd esztergomi érsek. Kreálva: 1698 (XII. Ince pápa)
- Gróf Csáky Imre kalocsa-bácsi érsek. Kreálva: 1717 (XI. Kelemen pápa)
- Gróf Althan Mihály Frigyes nápolyi alkirály, váci megyéspüspök. Kreálva: 1719 (XI. Kelemen pápa)
- Cienfuegos Villazón Juan Álvaro pécsi apostoli kormányzó. Kreálva: 1720 (XI. Kelemen pápa)
- Sinzendorf Fülöp győri megyéspüspök. Kreálva: 1727 (XIII. Benedek pápa)
- Gróf Kollonich Zsigmond bécsi érsek, volt esztergomi kanonok. Kreálva: 1727 (XIII. Benedek pápa)
- Gróf Migazzi Kristóf bécsi érsek és váci megyéspüspök. Kreálva: 1761 (XIII. Kelemen pápa)
- Gróf Batthyány József esztergomi érsek. Kreálva: 1778 (VI. Pius pápa 1782-ben Bécsben nyújtotta át neki a bíbort)
- Gróf Harrasi Herzan Ferenc szombathelyi megyéspüspök. Kreálva: 1779 (VI. Pius pápa)
- Rudnay Sándor esztergomi érsek. Kreálva: 1826 (XII. Leó pápa)
- Scitovszky János esztergomi érsek. Kreálva: 1853 (IX. Pius pápa)
- Haulik György zágrábi érsek. Kreálva: 1856 (IX. Pius pápa)
- Simor János esztergomi érsek. Kreálva: 1873 (IX. Pius pápa)
- Tarnóczy Miksa salzburgi érsek. Kreálva: 1874 (IX. Pius pápa)
- Mihalovics József zágrábi érsek. Kreálva: 1877 (IX. Pius pápa)
- Haynald Lajos kalocsa-bácsi érsek. Kreálva: 1879 (XIII. Leó pápa)
- Vaszary Kolos esztergomi érsek. Kreálva: 1893 (XIII. Leó pápa)
- Schlauch Lőrinc nagyváradi megyéspüspök. Kreálva: 1893 (XIII. Leó pápa)
- Samassa József egri érsek. Kreálva: 1905 (X. Pius pápa)
- Báró Hornig Károly veszprémi megyéspüspök. Kreálva: 1912 (X. Pius pápa)
- Csernoch János esztergomi érsek. Kreálva: 1914 (X. Pius pápa)
- Serédi Jusztinián esztergomi érsek. Kreálva: 1927 (XI. Pius pápa)
- Mindszenty József esztergomi érsek. kreálva: 1946 (XII. Pius pápa)
- Lékai László esztergomi érsek. Kreálva: 1976 (VI. Pál pápa)
- Paskai László esztergom-budapesti érsek. Kreálva: 1988 (II. János Pál pápa)
- Erdő Péter esztergom-budapesti érsek. Kreálva: 2003 (II. János Pál pápa)
- Német László belgrádi érsek. Kreálva: 2024 (Ferenc pápa)

### Magyar kötődésű bíborosok
- Paul Shan Kuo-hsi kaohsziungi megyéspüspök, „magyar” jezsuita szerzetes (a kínai magyar jezsuita misszióban lépett be a jezsuita rendbe). Kreálva: 1998 (II. János Pál pápa)
- Karl-Josef Rauber volt magyarországi apostoli nuncius. Kreálva: 2015 (Ferenc pápa)
- Angelo Acerbi volt magyarországi apostoli nuncius. Kreálva: 2024 (Ferenc pápa)

## A bíborosok rangjelölő jelvényei
A vörös bíborosi kalap, a bíborosok rang- és hivatali jelvénye a heraldikában a 14. században jelent meg. Kör alakú, karimával ellátott fejfedő. Eredetileg a kalap zsinórját csak egy csomóval kötötték meg. Később a csomók száma megnövekedett, majd felváltották a bojtok. A 18. századtól a bíborosi kalap bojtjainak száma oldalanként 15-ben állapodott meg. Ezt az 1832-es dekrétum szabályozta. Korábban a bojtok számát nem írták elő. A kalapot ma már csak a címerükben használják. Ha a bíboros herceg vagy gróf volt, koronáját a bíborosi kalap alá, a pajzsra helyezte. Ennek viselését Rómában azonban X. Ince pápa (1644–1655) bullája megtiltotta. Az újkortól a bíborosi címerekben megjelent a hercegi címersátor, pajzstartók és rendjelek is.
A pajzs, kalap, zsinórok és bojtok, valamint a jelmondat mellett a kuriális bíborosok (azok, akik Rómában tartózkodnak és az ottani dikasztériumokban dolgoznak) csak a pátriárka keresztet viselik, míg az extrakuriális bíborosok a megfelelő keresztet tüntetik fel a címerükben (a püspökök a latin keresztet, az érsekek a pátriárka keresztet). Az érseki címmel rendelkező bíborosok címerükben palliumot is használnak. A bíborosi kereszt vagy pátriárka kereszt lóherevégű kettős kereszt. Olykor a bíborosi címer pajzsa mögött látható.
Az újonnan kinevezett bíborosok olykor úgynevezett tiszteletcímert (de: Devotionswappen) viseltek az egyházi fensőbbséggel szembeni engedelmességük kifejezésére. Ezek különféle osztott címerek voltak, melyekben az előkelőbb helyen mindig a pápa címere állt a bíboros személyi vagy családi címerével szemben.

bíborossá avatott egyházmegyés érsek címere (palliummal)
bíborossá avatott nem egyházmegyés érsek címere (pallium nélkül)
Bíborossá avatott püspök címere
Bíborossá kinevezett személy címere, akit nem szenteltek püspökké